# Босела
Босела (груз. ბოსელა) — село в Грузії.
За даними перепису населення 2014 року в селі проживає 178 осіб.